# Sergiu Klainerman
Sergiu Klainerman (n. 13 mai 1950, București, România) este un matematician american de origine română cunoscut pentru contribuțiile sale la studiul ecuațiilor diferențiale hiperbolice și al relativității generale. Klainerman s-a născut la București, într-o familie de evrei și a studiat matematica la Universitatea București, între 1969 și 1974. Ulterior, a emigrat în SUA, unde și-a obținut doctoratul în matematică la New York University, în 1978. Între 1978 și 1980, Klainerman a fost Miller Research Fellow la University of California, Berkeley.
În prezent, este titularul catedrei de matematică Eugene Higgins de la Universitatea Princeton, unde a predat începând din 1987. Între anii 1980 și 1987, a fost membru al corpului profesoral al Universității New York.
Klainerman este membru al Academiei Naționale de Științe a Statelor Unite ale Americii (ales în  2005), membru străin al Academiei Franceze de Științe (ales în 2002) și membru al Academiei Americane de Arte și Științe (ales în 1996).
A fost ales în clasa din 2018 a membrilor societății American Mathematical Society.
Klainerman este laureat al premiului Bôcher Memorial Prize care i-a fost decernat de American Mathematical Society în 1999  „pentru contribuțiile sale la ecuațiile hiperbolice neliniare”. În perioada 2010-2011 a fost co-redactor-șef al revistei Publications Mathématiques de l'IHÉS.

## Selecție de lucrări publicate
- Klainerman, Sergiu,  Uniform decay estimates and the Lorentz invariance of the classical wave equation. Communications on Pure and Applied Mathematics, vol. 38 (1985), no. 3, pp. 321–332
- Klainerman, Sergiu,  The null condition and global existence to nonlinear wave equations. Nonlinear systems of partial differential equations in applied mathematics, Part 1 (Santa Fe, N.M., 1984), pp. 293–326, Lectures in Appl. Math., 23, American Mathematical Society, Providence, RI, 1986. ISBN 0-8218-1125-8
- Klainerman, Sergiu; Machedon, Matei, Space-time estimates for null forms and the local existence theorem, Communications on Pure and Applied Mathematics,  vol. 46 (1993), no. 9, pp. 1221–1268
- Christodoulou, Demetrios; Klainerman, Sergiu,  The global nonlinear stability of the Minkowski space. Princeton Mathematical Series, 41. Princeton University Press, Princeton, NJ, 1993. ISBN 0-691-08777-6
- Klainerman, Sergiu; Machedon, Matei, Smoothing estimates for null forms and applications.  A celebration of John F. Nash, Jr., Duke Mathematical Journal.,  vol. 81 (1995), no. 1, pp. 99–133